# Хеншель, Джордж
Джордж Хеншель (англ. George Henschel, при рождении Георг Исидор Хеншель, нем. Georg Isidor Henschel; 18 февраля 1850, Бреслау — 10 сентября 1934, Эвимор, Шотландия) — немецко-британский певец (баритон), дирижёр и композитор.

## Биография
Родился в Бреслау (сейчас Вроцлав) в смешанной польско-еврейской семье. Первоначально учился пению и игре на фортепиано. В 1868 г. был во втором составе исполнителей первой постановки оперы Вагнера «Нюрнбергские мейстерзингеры» (в партии Ганса Сакса). В начале 1870-х гг. был дружен с Иоганнесом Брамсом, о котором впоследствии опубликовал книгу воспоминаний (1907). В 1877 г. уехал в Англию, где с большим успехом пел и давал уроки вокала. В 1881 г. женился на своей ученице, молодой американской певице Лилиан Джун Бейли (англ. Lilian June Bailey; 1860—1901), с которой часто пел дуэтом, и вместе с ней переехал в США, где стал первым руководителем только что созданного Бостонского симфонического оркестра. В 1884 г. вернулся в Англию, был профессором вокала в лондонском Королевском музыкальном колледже (1886—1888), в 1886—1897 гг. руководил оркестром «London Symphony Concerts», а в 1893—1895 гг. был первым главным дирижёром Королевского шотландского национального оркестра. В 1890 г. принял британское гражданство, в 1914 г. возведён в рыцарское достоинство. Преподавал в Джульярдской школе, где познакомился со своей второй женой Эми Люис.
Композиторское наследие Хеншеля включает оперу «Нубия» (1899), «Stabat Mater» (1894), инструментальные, хоровые и вокальные сочинения, отмеченные влиянием Вагнера и Брамса. Хеншель также оставил книги «Размышления и воспоминания музыканта» (англ. Musings and Memories of a Musician; 1918) и учебное пособие «Артикуляция в пении» (англ. Articulation in Singing; 1926).
Его дочь, Георгина, известный селекционер лошадей пород Highland и Norwegian Fjord, а также автор книг по теории и практике конного спорта.